# Rudolf Sitte (sochař)

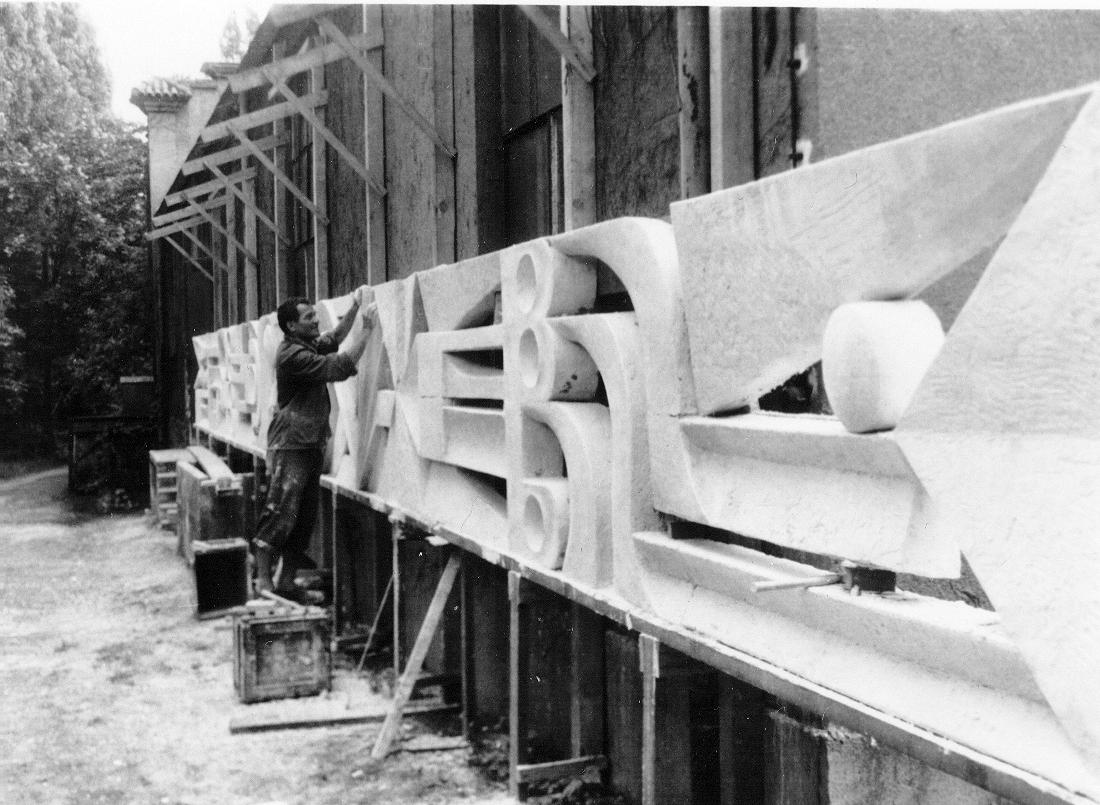
Rudi Sitte při práci na modelu reliefu pro Dům tisku, Drážďany 1961

Rudolf Sitte (13. května 1922 Chrastava – 4. března 2009 Königsbrück) byl německý sochař česko–německého původu (matka Češka), malíř, grafik a umělecký keramik. Byl mladším bratrem malíře Willi Sitteho.